# Абу Хамму II
Абу Хамму II Муса ибн Абу Якуб Юсуф ибн Абд-ар-Рахман ибн Яхья ибн Ягхмурасан, или Абу Хамму II (1323/1324-1389) ― восьмой правитель Тлемсена из династии Абдальвадидов (1359―1389). 

## Биография
Абу Хамму родился в Испании в 1323/1324 году, получил образование и был воспитан при дворе Тлемсена. Его отец Абу Якуб Юсуф вёл аскетическую жизнь и жил в Марокко, а в 1348 году он отказался от престола, предложенного ему братьями. Дяди Абу-Хамму II, Абу Сайед Утман II и Абу Табид I, были побеждены Маринидами в 1352 году, и Тлемсен был оккупирован марокканцами на семь лет. Абу Хамму смог бежать и нашёл убежище при дворе Хафсидов Туниса. Через некоторое время Хафсиды вступили в войну с Маринидами и поставили Абу Хамму во главе армии, с которой он отвоевал Тлемсен. 9 февраля 1359 года он был провозглашён эмиром, в возрасте 37 лет.

### Первое правление (1359-1360)
Весной 1360 года Мариниды во главе с султаном Абу Салимом Али II, при поддержке королевства Кастилия, начали новую атаку на Тлемсен. Чтобы противостоять ей, Абу Хамму просил о поддержке Педро IV Арагонского, который послал к нему адмирала Матео Мерсера с четырьмя галерами - двумя каталонскими и двумя майоркскими (Королевство Валенсия не предоставило судов). У Аннабы Мерсер был разбит пятью кастильскими галерами и отправлен в Кастилию, где он был казнён по приказу Педро Жестокого. Абу Хамму II бежал в пустыню, а марокканцы 21 мая заняли Тлемсен. Маринидов сопровождал ненавистный принц Абу-ль-Аббас Ахмад, который позже стал хафсидским султаном (1370-1394). Абу Хамму не прекратил борьбу и провёл атаку в области Мулуя, сжёг Герсиф и занял местность Ангад. Наконец, истощённые Мариниды были вынуждены эвакуировать Тлемсен.

### Второе правление (1360-1370)
После отступления Маринидов Абу-Хамму, при поддержке верных ему племён, восстановил контроль над городом и государством. В сентябре 1361 года правитель Феса Абу-Салим Ибрагим был убит, а маринидское государство вступило в период смуты и уже не могло бороться с Абдальвадидами.
В это время двоюродный брат Абу Хамму, Абу Мухаммад аль-Кобба Зайян, сын Абу Сайеда Утмана, при поддержке клана Бени Амер во главе с Халидом ибн Амером, восстал и провозгласил себя султаном, но в 1362 году они были разбиты силами Абу Хамму и бежали в Тунис.
В 1362 году умер отец Абу Хамму Якуб ибн Юсуф, его останки были доставлены в Тлемсен. В 1364 году визирь султана Маринидов Абу Зайяна Мухаммада III Умар начал экспедицию против Тлемсена. Абу Хамму II выслал против врага армию, которая заставила Маринидов отступить, однако бездумное преследование обернулось контратакой врага, и войска Абдальвадидов побежали. Абу Хамму II был осаждён в Тлемсене маринидской армией во главе с самим Абу Зайяном Мухаммадом. Абу Хамму удалось вбить клин в отношения между султаном и союзными ему племенами, и Абу Зайян Мухаммад был вынужден отступить на запад. Он вернулся в 1365/1366 году, но был убит Абу Фарисом Абд-аль-Азизом аль-Мустансиром ибн Али, который взошёл на трон Марокко. 
14 января 1365 года Алжир подвергся землетрясению и был в значительной степени разрушен.
Около 1365 года Деллис попал в руки Хафсидов, и султан Абу Исхак Ибрахим II аль-Мунтасир передал его под управление Абу Зайяну ибн Утману, но тот некоторое время спустя был арестован эмиром Константины Абуль-Аббасом. В 1366 году Абу Хамму напал на Беджаю. В ответ Абуль-Аббас освободил Абу Зайяна, дал ему небольшую армию и провозгласил султаном Абдальвадидов. Абу-Зайян атаковал фланг лагеря Абу-Хамму II и разгромил его войска. Абу Хамму пришлось бежать, оставив гарем в руках врага. Он добрался до Алжира, откуда смог вернуться в Тлемсен в конце августа 1366 года. Абу Зайян в честь победы получил от султана Хафсидов любимую жену Абу Хамму по имени Хавла Забия, кроме того, к нему присоединились тысячи воинов из арабских племён. В 1367 году он был готов к захвату власти. Кланы Таалиба и Хосейн поддержали его. Абу Хамму решил действовать, двинул свою армию на восток и, благодаря серии удачных военных операций, поставил мятежников в тяжёлое положение. Затем он отправил в качестве посла к Абу Зайяну, который в итоге подписал договор, по которому отказался от всех притязаний на трон и получил компенсацию и "пенсию". 
В марте 1368 года Абу Хамму II принял на службу брата Ибн Халдуна, Яхья ибн Халдуна, который помог ему добиться хороших отношений с племенами. Вскоре Яхья был назначен королевским секретарём. В 1370 году клан Хосейн обвинил Яхья ибн Халдуна в вербовке солдат на своих землях. Клан восстал и призвал Абу Зайяна, который захватил земли до Медеа (1371).
В 1372 году султан Маринидов Абу Фарис Абд-аль-Азиз аль-Мустансир вторгся во владения Тлемсена. Абу Хамму собирался дать бой захватчикам, но, когда узнал, что их ведут к городу арабы клана Маклия, в третий раз сдал свою столицу и бежал. Султан заняли Тлемсен и послал генерала Ибн-Рази блокировать горы Титери, где оставался Абу Зайян во главе повстанцев Хосейн. Однако позиции мятежников были очень сильными. 
В это время Абу Хамму искал поддержки у племён. Клан Бану-Рии изгнали его, и Абу Хамму пришлось бежать на юг в сопровождении ополченцев клана Бени-Амера. Вскоре Мариниды попытались захватить земли приграничных племён, которые в итоге сами направили послов к Абу Хамму. Племенные ополченцы осадили Уджду, а присланная из Тлемсена маринидская армия не смогла их разбить. Одновременно в июле 1372 года клан Хосейн, доведённый до голода блокадой, сдался, но Абу Зайян смог бежать. 
После новостей о смерти султана Абу-ль-Фариза Мариниды отказались от Тлемсена и вернулись в Фес, а Абу Хамму II вновь вступил в столицу и был встречен жителями (декабрь 1372 года).

### Третье правление (1372-1383)
Абу Хамму попросил Ахмеда ибн Музни, эмира Бискра, преследовать Абу Зайяна, а также приказал Яхья ибн Халдуну арестовать повстанцев в Джебель-Гамре. Ибн Халдун отправился в горы Гхрама, но Абу Зайян мог бежать в центральный Магриб. 
В 1374 году массовый падёж скота привёл к сильнейшему голоду в регионе, были зафиксированы случаи каннибализма. В том же году на престол Феса взошёл Абу-ль-Аббас Ахмад ибн Ибрагим, которого не слишком заботили Абдальвадиды, что позволило им захватить территории к востоку от Мулуйи.
Весной 1375 года Халид ибн Амер и Салим ибн Ибрагим, шейх клана Таалиба, в Алжире провозгласили Абу Зайяна султаном. Абу Хамму провёл мобилизацию и в 1377 году рассеял повстанческие силы. Между тем, султан Маринидов Абу-л-Аббас Ахмад, подавив смуту, вернул себе берега Мулуйи (1378), и Абу Хамму II, испугавшись нового вторжения, признал себя его вассалом.
В 1378 году Абу Зайян взял на себя руководство новым восстанием. Абу Хамму снова начал кампанию, в результате которой его сын Абд-ар-Рахман Абу-Тайшуфин (позднее Абу-Ташуфин II) победил повстанцев, которые понесли большие потери, но Абу Зайян по-прежнему признавался султаном племенем Таалиба. Абу Хамму отправился с новыми войсками в поддержку сына, но мятежники на этот раз не стали ожидать его на открытой местности, а вместо этого удалились в горы Титери, откуда стали проводить рейды. Абу Хамма, в конце концов, смог усмирить мятежные племена и потребовал капитуляции мятежника. В Тозеуре Абу Зайян был наконец пойман и посажен в тюрьму, где и умер много лет спустя.
До 1382 года Мариниды пребывали в состоянии гражданской войны, и Абу Хамму воспользовался этим, опустошив долину реки Мулуйя и осадив Тазу, но, в конце концов, был вынужден отступить, когда Абу-ль-Аббас Ахмад вернул себе власть в Фесе. Мариниды отомстили Тлемену в 1383 году. В ходе нового вторжения Абу Хамму ночью бежал из столицы, и армия Маринидов заняла её. Но внутренние трудности привели к скорому возвращению Маринидов в Фес, и Абу Хамму II вернулся в разграбленный город.

### Четвёртое правление (1384-1389)
В последние годы своей жизни Абу Хамму конфликтовал с сыном Абу Ташуфином, что в итоге закончилось заговором и свержением Абу Хамму сыном в январе 1387 года. Он был отправлен в Оран, Абу Ташуфин II был провозглашён султаном и отправился воевать со своими братьями, Мохаммедом аль-Мунтасиром (губернатором Оран), Мухаммадом Абу Зайяном (губернатор Деллиса) и Умаром (лейтенантом Мохаммеда аль-Мунтасира), который укрепились в горах. Абу Хамму II удалось бежать и вернуться в Тлемсен, где его встретили как султана. Абу Ташуфин стремительно вступил в столицу, а Абу Хамму укрылся в мечети, но был взят в плен и снова заключён в тюрьму во дворце. Через некоторое время он просил разрешения отправиться в паломничество и поселиться в Мекке, на что получил дозволение. Для путешествия был нанят каталонский корабль, шедший в Александрию, но, едва выйдя в море, Абу Хамму подкупил каталонского капитана, который помог ему разоружить охрану. На берегу Абу Хамму был встречен Абуль-Аббасом, внуком султана Абу-ль-Аббаса Ахмада, который помог ему встретиться с его сыновьями Мохаммедом аль-Мунтасиром, Мухаммадом Абу Зайяном и Умаром. Прибыв в Митиджу, Абу Хамму собрал арабские племена и сформировал армию, с которой он отправился на Тлеммен. Он остановился возле Уджды, где стал накапливать силы. Одновременно племена покидали Абу Ташуфина II, который бежал из Тлемсена в пустыню, а затем в Фес, чтобы обратиться за помощью к Маринидам. Абу Хамму вновь вернул себе власть.
В 1389 году Абу Ташуфин выступил против Тлемсена во главе маринидской армии, но был разбит своим братом Умаром. Отступавшие силы Абу Ташуфина были встречены в южной части местности Бени-Урнид армией Тлемсена во главе с самим Абу Хамму. Под ним в ходе битвы пал конь, а сам Абу Хамму получил смертельное ранение. В этом бою был взят в плен Умар, который был казнён Абу Ташуфином по прибытии в Тлемсен. Абу Тайшуфин II вновь занял столицу и вернул себе трон. В благодарность за помощь он признал себя вассалом Маринидов и обещал платить ежегодную дань. Марокканцы, в свою очередь, вернулись в Фес.

## Семья
Абу Хамму имел около 80 детей, в том числе 16 мальчиков: Абу Ташуфина Абд-ар-Рахман (своего преемника), Мухаммада аль-Мунтасира (губернатора Орана), Мухаммада Абу Зайяна (губернатора Медеа), Юсуфа, Умара (†1389), ан-Нассира, Усмана, Фариса, Абд-Аллу, Ахмада, ас-Саида, Али, Якуба, Абу-Бакра, Дауда, Зайяна. Из его прямых потомков четверо были султанами: 
- Абу Ташуфин II (1389-1393)
- Абуль Хаджджадж I Юсуф (1393)
- Мухаммад Абу Зайян II (1393-1399)
- Абу Му I (1399-1401)

Абу Хамму также написал трактат о политической морали. Его секретарём и историком династии был Яхья ибн Халдун, убитый в 780 году Рамадана (1378/1379) по приказу Абу Ташуфина II.